# Bisdom Saluzzo

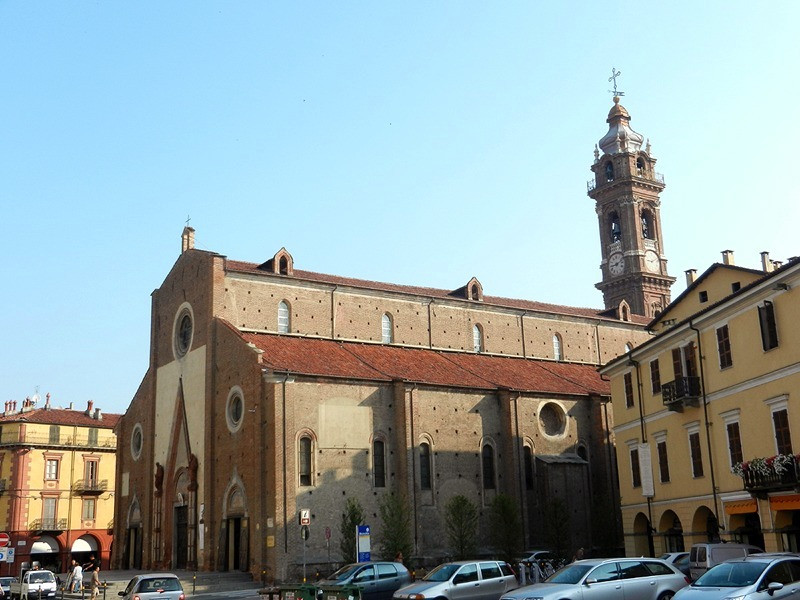
Kathedraal van Saluzzo

Het bisdom Saluzzo (Latijn: Dioecesis Pineroliensis; Italiaans: Diocesi di Saluzzo) is een in Italië gelegen rooms-katholiek bisdom met zetel in de stad Pinerolo in de provincie Turijn. Het bisdom behoort tot de kerkprovincie Turijn, en is, samen met de bisdommen Acqui, Alba, Aosta, Asti, Cuneo, Fossano, Ivrea, Mondovì, Pinerolo en Susa suffragaan aan het aartsbisdom Turijn.

## Geschiedenis
Het bisdom Saluzzo werd op 29 oktober 1511 opgericht door paus Julius II met de apostolische constitutie Pro excellenti. Het gebied behoorde daarvoor toe aan het bisdom Mondovì. Het stond als immediatum onder rechtstreeks gezag van de Heilige Stoel. Op 30 oktober 1629 werd in Saluzzo een seminarie opgericht. In 1803 werd Saluzzo suffragaan aan Turijn.

## Bisschoppen van Saluzzo
- 1511–1512: Giovanni Antonio della Rovere
- 1512–1516: Sisto della Rovere
- 1516–1530: Tornabuoni Giuliano
- 1530–1546: Tornabuoni Alfonso
- 1546–1554: Filippo Archinto
- 1556: Cristoforo Archinto
- 1556–1568: Gabriele Cesano
- 1568–1581: Giovanni Maria Tapparelli
- 1581: Luigi Pallavicino
- 1583–1597: Giovanni Antonio Pichot
- 1602–1604: Beato Giovanni Giovenale Ancina
- 1608–1624: Ottavio Viale
- 1625: Agaffino Solaro
- 1627–1635: Giacobino Marenco
- 1636–1641: Pietro Bellino
- 1642–1662: Francosco Agostino della Chiesa
- 1664–1668: Carlo Piscina
- 1668–1686: Nicolao Lepori
- 1688–1697: Michele ludovico Thevenardi
- 1698–1729: Carlo Giuseppe Morozzo
- 1729–1733: Giovanni Battista Lomellino
- 1741–1781: Giuseppe Filippo Porporato
- 1783–1799: Giuseppe Gioacchino Lovera
- 1805–1824: Carlo Vittorio Ferrero della Marmora
- 1828–1836: Antonio Podestà
- 1837–1863: Giovanni Antonio Gianotti
- 1867–1871: Lorenzo Gastaldi
- 1871–1894: Alfonso Bulgione di Monale
- 1895–1901: Mattia Vicario
- 1901–1942: Giovanni Oberti
- 1943–1973: Egidio Luigi Lanzo
- 1973–1986: Antonio Fustella
- 1986–1993: Sebastiano Dho
- 1994–2003: Diego Natale Bona
- 2003–heden: Giuseppe Guerrini